# Мобилизация
Вижте пояснителната страница за други значения на Мобилизация.
Мобилизация (от френски: mobilisation) във военното дело е привеждане на войска от мирно състояние в състояние на готовност за военни действия.
| „ | Към края на септември княз Александър се връщаше бързо към София от инспекцията си по южната половина на сръбско-българската граница, … Мобилизацията на сръбската армия наистина не бе го много разтревожила. Той все още вярваше в приятелските чувства на своя коронован съсед. (В. Геновска, СГ, 336.) | “ |

Мобилизация също е свикване на запасни чинове на военна служба.
| „ | Както в седемдесет и седма година, така и сега Лазар не мислеше за фронта ... Сега и тая мобилизация не го засягаше. Все дъщери имаше в къщи. (В. Геновска, СГ, 326.) | “ |

Представлява комплекс от мероприятия за подготовка на военната структура, събиране на запасни и резервни военнослужещи и превеждане на стопанството и държавната инфраструктура във военно положение.
За първи път думата „мобилизация“ е използвана при провеждане на мероприятия в Прусия, в периода 1850 – 1860 година.
| „                     | Мобилизацията е война | “ |
| (Борис М. Ша̀пошников) |                       |   |

## Правни последици. Ограничаване на права
При обявена мобилизация обикновено са в сила специални разпоредби в съответното законодателство, които ограничават редица права и повишават някои наказания.
Последица от обявена мобилизация, засягаща войници – сключили срочен военен договор, – изразяваща се в невъзможност да прекратят военната си служба предсрочно – за периода на обявената мобилизация.

## В Руската федерация
Министърът на отбраната на Руската Федерация Сергей Шойгу, официално обявява на 21 септември 2022 година, че с указ на президента Владимир Путин – за частична мобилизация – се призовават минимум 300 000 резервисти да служат във военната кампания на Русия в Украйна.
В исторически план Русия обявява мобилизация на въоръжените си сили три пъти след 1902 година.